# Neleucania praegracilis
Neleucania praegracilis là một loài bướm đêm trong họ Noctuidae.